# Connie Chan
Connie Chan, de son vrai nom Chan Po-chu (陳寶珠, née le 1er janvier 1947), est une actrice et chanteuse hongkongaise, idole de jeunesse dans les années 1960.
Sa filmographie compte plus de 230 films dans toutes sortes de genres allant de l'opéra traditionnel cantonais aux films d'arts martiaux wuxia, en passant par les comédies musicales contemporaines, les films d'action, les comédies, les mélodrames et les romances. En raison de sa popularité, elle est surnommée la « Princesse des cinéphiles ».

## Biographie

### Enfance et début de carrière

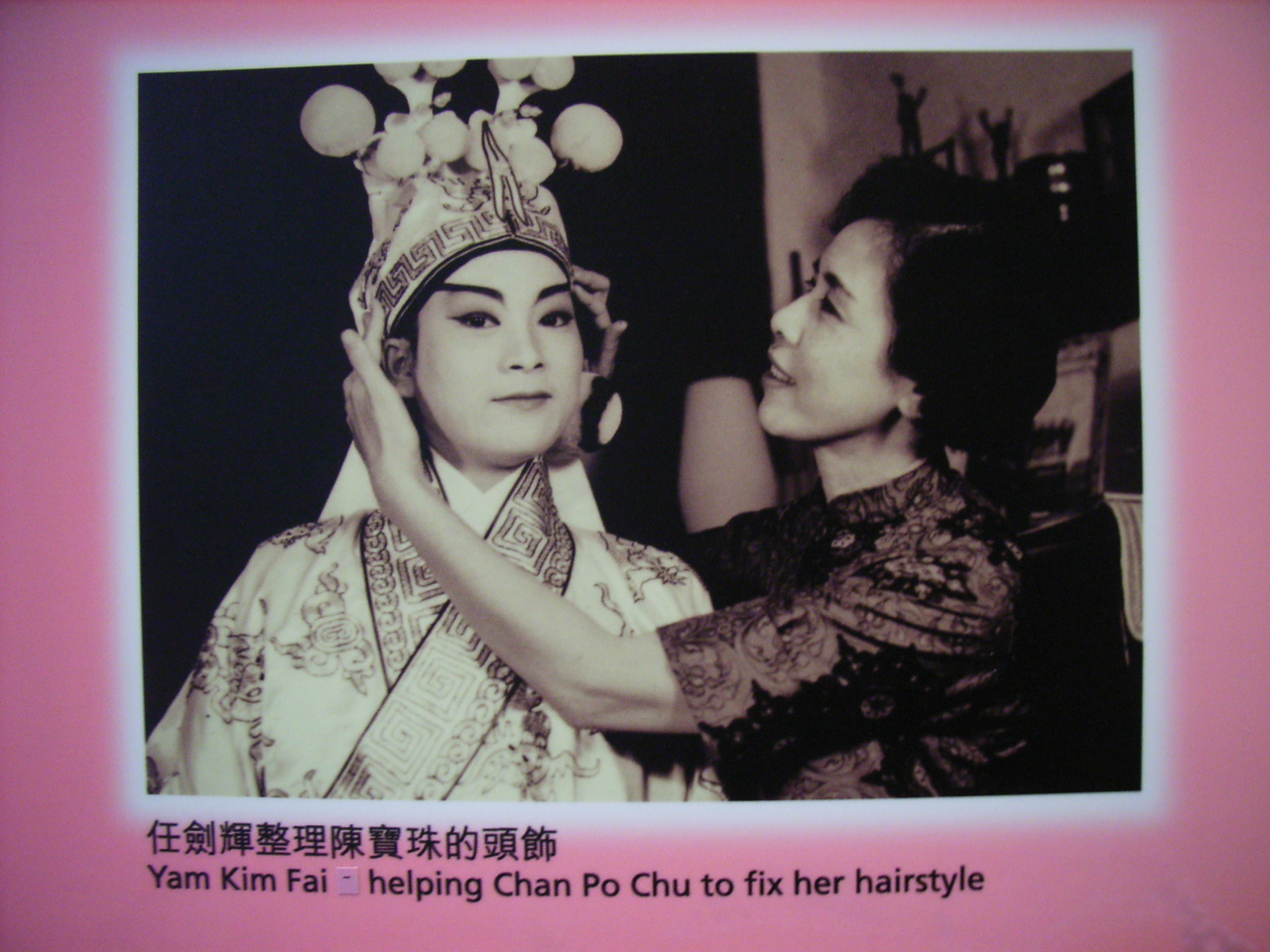
Connie Chan en 2006

Née dans une famille pauvre de neuf enfants, elle est donnée très jeune en adoption à un couple de chanteurs d'opéra cantonais, art dont elle commence l'apprentissage dès l'âge de cinq ans et demi. Elle suit ensuite les cours d'opéra de Pékin auprès de Fen Juhua, l'une des premières actrices de wuxia à Shanghai dans les années 1920. À neuf ans, Connie commence à se produire sur scène. Un an plus tard, elle et Leung Bo-chu (la fille du grand acteur comique et clown d'opéra Leung Sing-po) sont les vedettes de la troupe Double Chu. En 1958, elle fait ses débuts au cinéma dans l'opéra cantonais Madam Chun Heung-lin. L'année suivante, elle joue dans deux productions en mandarin pour le studio MP&GI : dans le rôle d'une fille de veuve dans le mélodrame For Better, For Worse (en) de Yue Feng et celui d'un petit garçon dans la comédie The Scout Master de Tao Qin. Cette même année, elle joue également le rôle d'un fils filial dans Breaking the Coffin to Rescue Mother.
Au cours de son adolescence, Connie apparaît de plus en plus souvent à l'écran, au début, principalement dans des opéras cantonais (souvent avec le légendaire maître Yam Kim-fai, qui considère Connie comme son élève préférée), mais plus tard, presque exclusivement dans des films wuxia (généralement en compagnie des anciennes vedette de films d'action Yu So-chow, Cho Tat-wah, et l'éternel méchant Shih Kien). Elle rejoint également les jeunes acteurs de la société cinématographique Sin-Hok Kong-Luen (dont font partie Suet Nei, Nancy Sit, et Kenneth Tsang) et participe aux adaptations révolutionnaires du réalisateur Chan Lit-ban des romans de Jin Yong, The Golden Hairpin (1963–64) et The Snowflake Sword (1964). Sortis en trois ou quatre parties, ces films sont des spectacles somptueux à grand succès, connus pour leurs intrigues complexes, leurs effets spéciaux et leur chorégraphie travaillée. Deux films de 1965 donnent un coup de pouce à la carrière de Chan, The Six-Fingered Lord of the Lute (dans lequel elle tient le rôle principal masculin et qui sort grâce à la création de son propre fan-club) et The Black Rose (dans lequel le réalisateur Chu Yuan a la clairvoyance de changer son image en la plaçant dans un rôle contemporain de Robin des Bois).

### Idole de jeunesse
En 1966, sa partenaire la plus fréquente à l'écran est Josephine Siao, qui a également étudié l'opéra auprès de Fen Juhua. Les deux sont souvent choisies comme disciples du même maître et parfois, quand Connie joue un rôle principal masculin, comme de jeunes héros amoureux. Capitalisant sur leur alchimie, le réalisateur Lee Tit leur confie le rôle principal de Eternal Love, l'adaptation d'un opéra populaire des années 1950. Le film Colourful Youth de Chan Wan, le plus grand succès de l'année, ouvre la voie aux comédies musicales de style occidental dans le cinéma cantonais. À partir de ce moment-là, Connie et Joséphine apparaissent de plus en plus dans des films aux décors contemporains, mais moins fréquemment ensemble. Toutes deux sont jumelées à une variété d'hommes influents dans une profusion de comédies, de comédies musicales, de romances et de films d'action. Le film Movie-Fan Princess est un prototype de combinaison des quatre genres et, plus important encore, le début de la romance à l'écran de quatre ans de Connie avec son acteur principal le plus populaire, Lui Kei. Puis il y eut Lady Bond, la réponse du cinéma cantonais à 007 qui engendre trois suites et participe à la transition des films traditionnels de wuxia aux films d'action contemporains.
La production frénétique de Connie des deux dernières années commence à ralentir un peu. Elle s'est installée à l’écran avec Lui Kei, maintenant devenu sa co-vedette la plus fréquente dans un mélange de comédies, de comédies musicales et de romances, la plupart réalisées par Wong Yiu et Chan Wan, responsables des célèbres comédies musicales de jeunesse de la société cinématographique Chi-Luen. Avec l'aide de sa mère, Connie fonde sa propre société de production en 1968, la Hung Bo, dont le premier long métrage, Teenage Love (1968), l'associe à Lui Kei. La mère de Connie produit le film et a un petit rôle dedans avec son père. Love With a Malaysian Girl (1969) et Her Tender Love (1969), tous deux écrits et réalisés par Lui Kei, sont les seuls autres films produits par la Hung Bo. En moins d'un an, Connie cesse de faire des films et déménage à San Francisco pour terminer ses études. À son retour à Hong Kong en 1972, elle réalise un dernier film avec le réalisateur Chu Yuan, qui vient de signer avec la Shaw Brothers. The Lizard, une production en mandarin, est l'adieu final de Connie au cinéma.

### Retour en 1999
Après une absence de plus de 25 ans, Connie Chan sort de sa retraite en 1999 pour jouer dans une production théâtrale basée sur la vie de son maître Yam Kim-fai. Sentimental Journey remporte un franc succès et bat des records avec sa série de 100 représentations. Elle est même relancée en 2005 pour six semaines. Après Sentimental Journey, Connie joue aux côtés de Tony Leung Ka-fai et Carina Lau dans la pièce Red Boat pour 64 représentations. Cette pièce est un hommage aux troupes de l'opéra cantonais qui voyageaient traditionnellement par bateau dans la région du delta de la rivière des Perles en Chine. En 2003, elle organise une série de concerts spectaculaires, ravissant ses admirateurs avec ses chansons de film et quelques classiques de l'opéra cantonais. Fung Bo-bo, Nancy Sit et Maggie Cheung Ho-yee (en) (qui interprète le personnage de Connie dans la série télévisée Old Time Buddy  et le film Those Were the Days) apparaissent également sur scène.
Le 4 février 2006, elle se produit avec l'orchestre chinois de Hong Kong. Plus tard cette année-là, elle joue avec Adam Cheng dans la pièce de théâtre Only You, qui donne lieu à 70 représentations. En janvier 2007, Connie reçoit un prix d'excellence pour l'ensemble de sa carrière aux Hong Kong Drama Awards (en).

## Filmographie partielle
- For Better, For Worse (en) (1959)
- Breaking the Coffin to Rescue Mother (1959)
- The Unroyal Prince (1960)
- Filial Piety (1960)
- Good Humanity (1960)
- Han Gong Gate (1961)
- Beauty (1961)
- The Monkey King Stormed the Sea Palace (1962)
- Battle at Sizhou (1962)
- How the Magic Boy on the Mythical Crane Slew the Dragon and Saved His Mother (1962)
- The Golden Coat, Parties 1-2 (1963)
- Red Thread Steals a Precious Box (1963)
- The Golden Hairpin, Parties 2-4 (1963–64)
- Story of the Sword and the Sabre (en) (1965)
- The Snowflake Sword, Parties 1-4 (1964)
- The Flying Fox (en) (1964), aussi appelé The Purple Lightning Sword
- The Black Rose (1965)
- The Six-Fingered Lord of the Lute, Parties 1-3 (1965)
- The Furious Buddha’s Palm (1965)
- Eternal Love (1966)
- Movie-Fan Princess (1966)
- Aftermath of a Fire, Parties 1-2 (1966)
- Girls Are Flowers (1966)
- The Dutiful Daughter Zhu Zhu (1966)
- The Black Killer (1967)
- Waste Not Our Youth (1967)
- A Glamorous Christmas Night (1967)
- Paragon of Sword and Knife, Parties 1-2 (1967–68)
- Opposite Love (1968)
- Four Gentlemanly Flowers (1968)
- The Reincarnation of Lady Plum Blossom (1968)
- Won’t You Give Me a Kiss? (1968)
- Teenage Love (1968)
- Young, Pregnant and Unmarried (1968)
- The Dragon Fortress (1968)
- Beauty in the Mist (1968)
- Love with a Malaysian Girl (1969)
- Her Tender Love (1969)
- The Young Girl Dares Not Homeward (1970)
- I’ll Get You One Day (1970)
- The Lizard (1972)